# Ruandai labdarúgó-szövetség
A ruandai labdarúgó-szövetség (franciául: Fédération Rwandaise de Football Association, rövidítve: FERWAFA) Ruanda nemzeti labdarúgó-szövetsége. A szervezetet 1972-ben alapították, 1978-ban csatlakozott a Nemzetközi Labdarúgó-szövetséghez, 1976-ban pedig az Afrikai Labdarúgó-szövetséghez. A szövetség szervezi a Ruandai labdarúgó-bajnokságot. Működteti a férfi valamint a női labdarúgó-válogatottat.